# Лучка (округ Рожнява)
Лучка (словац. Lúčka) — село в окрузі Рожнява Кошицького краю Словаччини, історична область Гемера. Площа села 14,94 км². Станом на 31 грудня 2016 року в селі проживав 181 житель.

## Історія
Перші згадки про село датуються 1406 роком.

## Населення
| Рік:            | 1994. | 2004.    | 2014.    | 2024.   |
| --------------- | ----- | -------- | -------- | ------- |
| Кількість осіб: | 236   | 211      | 183      | 175     |
| Різниця:        |       | -10,59 % | -13,27 % | -4,37 % |

| Рік:            | 2023. | 2024.   |
| --------------- | ----- | ------- |
| Кількість осіб: | 172   | 175     |
| Різниця:        |       | +1,74 % |